# Sisyrinchium setaceum
Sisyrinchium setaceum är en irisväxtart som beskrevs av Friedrich Wilhelm Klatt. Sisyrinchium setaceum ingår i släktet gräsliljor, och familjen irisväxter. Inga underarter finns listade i Catalogue of Life.